# Anaphes balteatus
Anaphes balteatus är en stekelart som först beskrevs av Soyka 1949.  Anaphes balteatus ingår i släktet Anaphes och familjen dvärgsteklar. Inga underarter finns listade i Catalogue of Life.